# Svampebob: En rigtig landkrabbe
Svampebob: En rigtig landkrabbe (originaltitel: The SpongeBob Movie: Sponge Out of Water) er en amerikansk animeret film fra 2015 som er baseret på tv-serien med samme navn. Filmen er en "efterfølger" til SvampeBob Firkant Filmen.

## Danske stemmer
- Jens Jacob Tychsen som SvampeBob Firkant
- Søren Ulrichs som Patrick Søstjerne
- Peter Zhelder som Blækvard Tentakkel
- Nis Bank-Mikkelsen som Eugene Krabbe
- Annette Heick som Sandy Egern
- Torben Sekov som Plankton
- Vibeke Dueholm som Karen
- Alexandre Willaume som Burgerskæg